# Phyllanthus franchetianus
Phyllanthus franchetianus är en emblikaväxtart som beskrevs av Augustin Abel Hector Léveillé. Phyllanthus franchetianus ingår i släktet Phyllanthus och familjen emblikaväxter. Inga underarter finns listade i Catalogue of Life.